# 8 Leonis
8 Leonis är en orange jätte i stjärnbilden Lejonet.
8 Leonis har visuell magnitud +5,73 och är synlig för blotta ögat vid god seeing. Den befinner sig på ett avstånd av ungefär 1160 ljusår.